# Scopula turatii
Scopula turatii är en fjärilsart som beskrevs av Wagner 1926. Scopula turatii ingår i släktet Scopula och familjen mätare. Inga underarter finns listade.